# 七郷村 (福島県)
七郷村（ななごうむら）は福島県田村郡にかつて存在した村である。

## 地理
- 現在の田村市、旧船引町の南部、旧大越町の南西部に位置する。
- 村域は阿武隈高地に位置し、山がちな地形である。

## 歴史

### 村域の変遷
- 1889年（明治22年）4月1日 - 町村制施行により、堀越村・遠山沢村・永谷村・椚山村・門沢村・牧野村・栗出村が合併し田村郡七郷村が発足。
- 1955年（昭和30年）4月1日 - 市町村合併により七郷村は消滅。
  - 七郷村の一部（牧野・栗出）は大越町に編入。
  - 七郷村の残部（堀越・遠山沢・永谷・椚山・門沢）は船引町・文珠村・美山村・瀬川村・移村・芦沢村とともに合併し船引町が発足。

変遷表
| 1868年 以前 | 1868年 以前 | 明治22年 4月1日 | 昭和30年 4月1日 | 平成17年 3月1日 | 現在   |
| ----------- | ----------- | --------------- | --------------- | --------------- | ------ |
|             | 堀越村      | 七郷村          | 船引町          | 田村市          | 田村市 |
|             | 遠山沢村    | 七郷村          | 船引町          | 田村市          | 田村市 |
|             | 永谷村      | 七郷村          | 船引町          | 田村市          | 田村市 |
|             | 椚山村      | 七郷村          | 船引町          | 田村市          | 田村市 |
|             | 門沢村      | 七郷村          | 船引町          | 田村市          | 田村市 |
|             | 牧野村      | 七郷村          | 大越町 に編入   | 田村市          | 田村市 |
|             | 栗出村      | 七郷村          | 大越町 に編入   | 田村市          | 田村市 |

## 大字
- 堀越（ほりごし）
- 遠山沢（とおやまざわ）
- 永谷（ながや）
- 椚山（くぬぎやま）
- 門沢（かどさわ）
- 牧野（まぎの）
- 栗出（くりで）

## 人口・世帯

### 人口
総数 [単位： 人]
| 1889年（明治22年） | 3,219 |
| 1920年（大正 9年） | 4,106 |
| 1935年（昭和10年） | 5,037 |
| 1947年（昭和22年） | 6,087 |

### 世帯
総数 [単位： 世帯]
| 1920年（大正 9年） | 817 |
| 1935年（昭和10年） | 776 |
| 1947年（昭和22年） | 974 |